# Colombia en los Juegos Olímpicos de Tokio 2020
Colombia fue representada por el Comité Olímpico Colombiano (COC), que participó en los 'Juegos Olímpicos' que se celebraron en Tokio, Japón, del 23 de julio al 8 de agosto de 2021. Fue la vigésima participación en Juegos Olímpicos de verano.
La delegación colombiana estuvo integrada por un total de 71 atletas en 16 deportes.
Con la medalla de Luis Mosquera en Tokio 2021, la primera de esta edición, Colombia conlleva una racha de 6 ediciones consecutivas ganando al menos una medalla olímpica desde Sídney 2000 hasta Tokio 2021.
Al no obtener medallas de oro, Colombia desmejoró su actuación frente a las dos justas anteriores. Con esto dicho, en comparación con los otros 17 países de Hispanoamérica, Colombia se vio superado en preseas doradas por Cuba (7), Ecuador (2) y Venezuela (1). Finalmente, ningún otro país con esa condición ganó preseas doradas.

## Medallero
Los siguientes competidores colombianos ganaron medallas en los juegos. 
| Medalla           | Nombre               | Deporte                | Evento                | Fecha       |
| ----------------- | -------------------- | ---------------------- | --------------------- | ----------- |
| Medalla de plata  | Luis Javier Mosquera | Levantamiento de pesas | 67 kg masculino       | 25 de julio |
| Medalla de plata  | Mariana Pajón        | BMX                    | Carrera femenina      | 30 de julio |
| Medalla de plata  | Anthony Zambrano     | Atletismo              | 400 m planos          | 5 de agosto |
| Medalla de plata  | Sandra Arenas        | Atletismo              | Marcha femenina 20 km | 6 de agosto |
| Medalla de bronce | Carlos Ramirez       | BMX                    | Carrera masculina     | 30 de julio |

| Deporte      |   |   |   | Total |
| Atletismo    | 0 | 2 | 0 | 2     |
| BMX          | 0 | 1 | 1 | 2     |
| Halterofilia | 0 | 1 | 0 | 1     |
| Total        | 0 | 4 | 1 | 5     |

## Diplomas olímpicos
| Puesto    | Nombre                             | Deporte      | Evento                  |
| --------- | ---------------------------------- | ------------ | ----------------------- |
| 4° Puesto | Mercedes Pérez                     | Halterofilia | -64 kg femenino         |
| 4° Puesto | Sebastián Muñoz                    | Golf         | individual masculino    |
| 5° Puesto | Yeni Arias                         | Boxeo        | 57 kg femenino          |
| 5° Puesto | Juan Sebastián Cabal/ Robert Farah | Tenis        | Dobles Masculino        |
| 5° Puesto | Santiago Rodallegas                | Halterofilia | -81 kg masculino        |
| 5° Puesto | Ceiber Ávila                       | Boxeo        | 57 kg Masculino         |
| 5° Puesto | Ingrit Valencia                    | Boxeo        | 51 kg Femenino          |
| 5° Puesto | Yuberjen Martínez                  | Boxeo        | 52 kg masculino         |
| 7° Puesto | Mauricio Ortega                    | Atletismo    | Lanzamiento de Disco    |
| 8° Puesto | Rigoberto Urán                     | Ciclismo     | Ruta Masculina          |
| 8° Puesto | Rigoberto Urán                     | Ciclismo     | Contrarreloj Individual |
| 9° Puesto | Andrea Ramirez                     | Taekwondo    | -49 kg femenino         |

## Deportistas
| Deporte               | Hombres | Mujeres | Total |
| --------------------- | ------- | ------- | ----- |
| Atletismo             | 16      | 9       | 25    |
| Boxeo                 | 4       | 2       | 6     |
| Ciclismo              | 8       | 2       | 10    |
| Equitación            | 1       | 0       | 1     |
| Esgrima               | 0       | 1       | 1     |
| Gimnasia              | 1       | 0       | 1     |
| Golf                  | 1       | 1       | 2     |
| Halterofilia          | 2       | 1       | 3     |
| Judo                  | 0       | 1       | 1     |
| Lucha                 | 3       | 0       | 3     |
| Natación              | 4       | 3       | 7     |
| Natación sincronizada | 0       | 2       | 2     |
| Skateboarding         | 1       | 0       | 1     |
| Taekwondo             | 1       | 1       | 2     |
| Tenis                 | 3       | 1       | 4     |
| Tiro                  | 1       | 0       | 1     |
| Tiro con arco         | 1       | 1       | 2     |
| Total                 | 46      | 25      | 71    |

### Atletismo

#### Eventos en pista atlética y exteriores
| Atletas | Evento            | Eliminatoria           | Eliminatoria           | Semifinal              | Semifinal              | Final                  | Final                  | Lugar                  |
| Atletas | Evento            | Tiempo                 | Lugar                  | Tiempo                 | Lugar                  | Tiempo                 | Lugar                  | Lugar                  |
| Femenino | Femenino          | Femenino               | Femenino               | Femenino               | Femenino               | Femenino               | Femenino               | Femenino               |
| --- | ----------------- | ---------------------- | ---------------------- | ---------------------- | ---------------------- | ---------------------- | ---------------------- | ---------------------- |
| Sandra Lorena Arenas                                                                                        | 20 km marcha      | No aplica              | No aplica              | No aplica              | No aplica              | 1:29:12                | 2                      | 2                      |
| Sandra Viviana Galvis                                                                                       | 20 km marcha      | No aplica              | No aplica              | No aplica              | No aplica              | 1:35:36                | 25                     | 25                     |
| Yeseida Carrillo                                                                                            | 20 km marcha      | No participó           | No participó           | No participó           | No participó           | No participó           | No participó           | No participó           |
| Melissa González                                                                                            | 400 metros vallas | 55.32 RN               | 2                      | 57:47                  | 6                      | Eliminada              | Eliminada              | Eliminada              |
| Angie Orjuela                                                                                               | Maratón           | No aplica              | No aplica              | No aplica              | No aplica              | 2:40:04                | 55                     | 55                     |
| Masculino                                                                                                   |                   |                        |                        |                        |                        |                        |                        |                        |
| Bernardo Baloyes                                                                                            | 200 m             | No compitió por lesión | No compitió por lesión | No compitió por lesión | No compitió por lesión | No compitió por lesión | No compitió por lesión | No compitió por lesión |
| Anthony Zambrano                                                                                            | 400 m             | 44.87                  | 1                      | 43.93 RS RN            | 2                      | 44,08                  | 2                      | 2                      |
| Alejandro Perlaza                                                                                           | 400 m             | 46.55                  | 6                      | Eliminado              | Eliminado              | Eliminado              | Eliminado              | Eliminado              |
| Raúl Mena Pedroza Diego Palomeque Jhon Alejandro Perlaza Carlos Lemos John Alexander Solís Anthony Zambrano | 4 × 400 m         | 3:03.20                | 8                      | Eliminados             | Eliminados             | Eliminados             | Eliminados             | Eliminados             |
| Carlos San Martín                                                                                           | 3000 m obstáculos | 8:33.47                | 12                     | Eliminado              | Eliminado              | Eliminado              | Eliminado              | Eliminado              |
| Éider Arévalo                                                                                               | 20 km marcha      | No aplica              | No aplica              | No aplica              | No aplica              | 1:24:10                | 18                     | 18                     |
| Alexander Castañeda                                                                                         | 20 km marcha      | No aplica              | No aplica              | No aplica              | No aplica              | 1:26:41                | 27                     | 27                     |
| Esteban Soto                                                                                                | 20 km marcha      | No aplica              | No aplica              | No aplica              | No aplica              | 1:23:32                | 14                     | 14                     |
| Diego Juan Pinzón                                                                                           | 50 km marcha      | No aplica              | No aplica              | No aplica              | No aplica              | 3:57:54                | 18                     | 18                     |
| Jorge Ruiz                                                                                                  | 50 km marcha      | No aplica              | No aplica              | No aplica              | No aplica              | 3:55:30                | 13                     | 13                     |
| José Montaña                                                                                                | 50 km marcha      | No aplica              | No aplica              | No aplica              | No aplica              | 3:53:40                | 11                     | 11                     |
| Iván González                                                                                               | Maratón           | No aplica              | No aplica              | No aplica              | No aplica              | No terminó             | No terminó             | No terminó             |
| Jeisson Suárez                                                                                              | Maratón           | No aplica              | No aplica              | No aplica              | No aplica              | 2:13:29                | 15                     | 15                     |

#### Pruebas de campo
| Atletas               | Evento                  | Clasificación   | Clasificación | Final           | Lugar     |
| Atletas               | Evento                  | Longitud/Altura | Lugar         | Longitud/Altura | Lugar     |
| Femenino              | Femenino                | Femenino        | Femenino      | Femenino        | Femenino  |
| --------------------- | ----------------------- | --------------- | ------------- | --------------- | --------- |
| Caterine Ibargüen     | Triple salto            | 14.37           | 7             | 14.25           | 10        |
| Yosiri Urrutia        | Triple salto            | 13.16           | 14            | Eliminada       | Eliminada |
| María Lucelly Murillo | Lanzamiento de jabalina | 54.98           | 13            | Eliminada       | Eliminada |
| Masculino             |                         |                 |               |                 |           |
| Mauricio Ortega Girón | Lanzamiento de disco    | 64.49           | 6             | 64,08           | 7         |

#### Pruebas combinadas - Heptatlón
| Atletas            | 100 m con Vallas   | 100 m con Vallas   | Salto de altura    | Salto de altura    | Lanzamiento de Peso | Lanzamiento de Peso | 200 m              | 200 m              | Salto Largo        | Salto Largo        | Lanzamiento de Jabalina | Lanzamiento de Jabalina | 800 m              | 800 m              | Puntos             | Lugar              |
| Atletas            | Tiempo             | Puntos             | Altura             | Puntos             | Distancia           | Puntos              | Tiempo             | Puntos             | Distancia          | Puntos             | Distancia               | Puntos                  | Tiempo             | Puntos             | Puntos             | Lugar              |
| Heptatlón femenino | Heptatlón femenino | Heptatlón femenino | Heptatlón femenino | Heptatlón femenino | Heptatlón femenino  | Heptatlón femenino  | Heptatlón femenino | Heptatlón femenino | Heptatlón femenino | Heptatlón femenino | Heptatlón femenino      | Heptatlón femenino      | Heptatlón femenino | Heptatlón femenino | Heptatlón femenino | Heptatlón femenino |
| ------------------ | ------------------ | ------------------ | ------------------ | ------------------ | ------------------- | ------------------- | ------------------ | ------------------ | ------------------ | ------------------ | ----------------------- | ----------------------- | ------------------ | ------------------ | ------------------ | ------------------ |
| Evelis Aguilar     | 13.89              | 994                | 1.68               | 830                | 13.42               | 755                 | 24.05              | 976                | 6.29               | 940                | 44.85                   | 761                     | 2:10.45            | 958                | 6214               | 14                 |

### Boxeo
| Atletas                | Evento               | Rnd. preliminar         | Octavos de final          | Cuartos de final | Semifinales     | Final           | Final    |
| Atletas                | Evento               | Rival Resultado         | Rival Resultado           | Rival Resultado  | Rival Resultado | Rival Resultado | Puesto   |
| Femenino               | Femenino             | Femenino                | Femenino                  | Femenino         | Femenino        | Femenino        | Femenino |
| ---------------------- | -------------------- | ----------------------- | ------------------------- | ---------------- | --------------- | --------------- | -------- |
| Ingrit Lorena Valencia | 51 kg (Mosca)        | N/A                     | Mary Kom WP 3:2           | Namiki WP. 0:5   | Eliminada       | Eliminada       | 5        |
| Jenny Arias            | 57 kg (Mosca)        | N/A                     | Stanimira Petrova WP. 3:2 | Petecio Wp. 0:5  | Eliminada       | Eliminada       | 5        |
| Masculino              |                      |                         |                           |                  |                 |                 |          |
| Yuberjen Martínez      | 52 kg (Mosca)        | Rajab Mahommed WP. 5:0  | Panghal WP 4:1            | Tanaka WP 1:4    | Eliminado       | Eliminado       | 5        |
| Ceiber Ávila           | 57 kg (Mosca)        | Mohammad Alwadi WP. 5:0 | Mulenga WP. 3:2           | Takyi WP. 2:3    | Eliminado       | Eliminado       | 5        |
| Jorge Luis Vivas       | 81 kg (Semipesado)   | Whittaker WP. 1:4       | Eliminado                 | Eliminado        | Eliminado       | Eliminado       | 17       |
| Cristian Salcedo       | +91 kg (Superpesado) | Dainier Pero WP. 0:5    | Eliminado                 | Eliminado        | Eliminado       | Eliminado       | 9        |

### Ciclismo

#### Ciclismo en ruta
Colombia tiene derecho según el Ranking UCI a competir con 5 corredores en la prueba de fondo de la rama masculina y 1 de los inscritos podrá participar en la contrarreloj individual (CRI). Además tiene un cupo en la competencia de ruta en la rama femenina. La lista fue confirmada por la Federación Colombiana de Ciclismo el 29 de junio de 2021.
| Atletas        | Evento                  | Tiempo   | Lugar    |
| Femenino       | Femenino                | Femenino | Femenino |
| -------------- | ----------------------- | -------- | -------- |
| Paula Patiño   | Ciclismo en ruta        | 3:55:15  | 22       |
| Masculino      |                         |          |          |
| Rigoberto Urán | Contrarreloj individual | 57:18.69 | 8        |
| Rigoberto Urán | Ciclismo en ruta        | 6:06:33  | 8        |
| Esteban Chaves | Ciclismo en ruta        | 6:15:38  | 45       |
| Nairo Quintana | Ciclismo en ruta        | 6:21:46  | 69       |
| Sergio Higuita | Ciclismo en ruta        | 6:21:46  | 81       |

#### Ciclismo en pista
| Atletas                 | Evento               | Clasificación | Clasificación | Final     | Final     | Lugar     |
| Atletas                 | Evento               | Tiempo        | Lugar         | Tiempo    | Lugar     | Lugar     |
| Masculino               | Masculino            | Masculino     | Masculino     | Masculino | Masculino | Masculino |
| ----------------------- | -------------------- | ------------- | ------------- | --------- | --------- | --------- |
| Kevin Santiago Quintero | Velocidad individual | 9.626         | 15            | Eliminado | Eliminado | 20        |
| Kevin Santiago Quintero | Keirin               | -             | 1             | +0.397    | 6         | 11        |

#### BMX
| Atletas          | Evento   | Cuartos de final | Cuartos de final | Semifinal | Semifinal | Final     | Lugar    |
| Atletas          | Evento   | Puntos           | Lugar            | Puntos    | Lugar     | Tiempo    | Lugar    |
| Femenino         | Femenino | Femenino         | Femenino         | Femenino  | Femenino  | Femenino  | Femenino |
| ---------------- | -------- | ---------------- | ---------------- | --------- | --------- | --------- | -------- |
| Mariana Pajón    | Carrera  | 3                | 1                | 8         | 2         | 44.448    | 2        |
| Masculino        |          |                  |                  |           |           |           |          |
| Carlos Ramírez   | Carrera  | 11               | 3                | 10        | 2         | 40.572    | 3        |
| Vincent Pelluard | Carrera  | 14               | 4                | 17        | 6         | Eliminado | 10       |

### Equitación
| Atletas       | Caballo    | Evento           | Clasificación | Clasificación | Clasificación | Clasificación | Clasificación | Clasificación | Clasificación | Final     | Final     | Final     | Final     | Total     | Total     |
| Atletas       | Caballo    | Evento           | 1.ª ronda     | 1.ª ronda     | 1.ª ronda     | 2.ª ronda     | 2.ª ronda     | 3.ª ronda     | 3.ª ronda     | Ronda A   | Ronda A   | Ronda B   | Ronda B   | Total     | Total     |
| Atletas       | Caballo    | Evento           | Pen.          | Tiempo        | Lugar         | Pen.          | Lugar         | Pen.          | Lugar         | Pen.      | Lugar     | Pen.      | Lugar     | Pen.      | Lugar     |
| Masculino     | Masculino  | Masculino        | Masculino     | Masculino     | Masculino     | Masculino     | Masculino     | Masculino     | Masculino     | Masculino | Masculino | Masculino | Masculino | Masculino | Masculino |
| ------------- | ---------- | ---------------- | ------------- | ------------- | ------------- | ------------- | ------------- | ------------- | ------------- | --------- | --------- | --------- | --------- | --------- | --------- |
| Roberto Terán | Dez Oktoof | Salto Individual | 9             | 89.71         | 47            | Eliminado     | Eliminado     | Eliminado     | Eliminado     | Eliminado | Eliminado | Eliminado | Eliminado | Eliminado | 47        |

### Esgrima
| Atletas                 | Evento   | Treinta y dosavos de final | Dieciseisavos de final | Cuartos de final | Semifinal       | Final / BM      | Final / BM |
| Atletas                 | Evento   | Rival Resultado            | Rival Resultado        | Rival Resultado  | Rival Resultado | Rival Resultado | Puesto     |
| Femenino                | Femenino | Femenino                   | Femenino               | Femenino         | Femenino        | Femenino        | Femenino   |
| ----------------------- | -------- | -------------------------- | ---------------------- | ---------------- | --------------- | --------------- | ---------- |
| Saskia Van Erven García | Florete  | Adelina Zaguidúlina 8-15   | Eliminada              | Eliminada        | Eliminada       | Eliminada       | 25         |

### Gimnasia

#### Trampolín
| Atletas         | Evento     | Clasificación   | Final / BM      | Final / BM |
| Atletas         | Evento     | Rival Resultado | Rival Resultado | Puesto     |
| Masculino       | Masculino  | Masculino       | Masculino       | Masculino  |
| --------------- | ---------- | --------------- | --------------- | ---------- |
| Ángel Hernández | Individual | 105.930         | Eliminado       | 9          |

### Golf
| Atleta               | Ronda 1   | Ronda 2   | Ronda 3   | Ronda 4   | Total     | Total     | Total     |
| Atleta               | Puntaje   | Puntaje   | Puntaje   | Puntaje   | Puntaje   | Par       | Lugar     |
| Masculino            | Masculino | Masculino | Masculino | Masculino | Masculino | Masculino | Masculino |
| -------------------- | --------- | --------- | --------- | --------- | --------- | --------- | --------- |
| Juan Sebastián Muñoz | 67        | 69        | 66        | 67        | 269       | -15       | 4         |
| Femenino             |           |           |           |           |           |           |           |
| María José Uribe     | 73        | 77        | 70        | 70        | 290       | +6        | 55        |

### Judo
| Atletas            | Evento   | 1.ª ronda     | 1.ª ronda | 2.ª ronda | 2.ª ronda | Cuartos de final | Cuartos de final | Repesca semifinal | Repesca semifinal | Semifinal | Semifinal | Repesca final | Repesca final | Final     | Final     | Lugar    |
| Atletas            | Evento   | Oponente      | Resultado | Op.       | Res.      | Op.              | Res.             | Op.               | Res.              | Op.       | Res.      | Op.           | Res.          | Op.       | Res.      | Lugar    |
| Femenino           | Femenino | Femenino      | Femenino  | Femenino  | Femenino  | Femenino         | Femenino         | Femenino          | Femenino          | Femenino  | Femenino  | Femenino      | Femenino      | Femenino  | Femenino  | Femenino |
| ------------------ | -------- | ------------- | --------- | --------- | --------- | ---------------- | ---------------- | ----------------- | ----------------- | --------- | --------- | ------------- | ------------- | --------- | --------- | -------- |
| Luz Adiela Álvarez | -48 kg   | Shira Roshony | 0:10      | Eliminada | Eliminada | Eliminada        | Eliminada        | Eliminada         | Eliminada         | Eliminada | Eliminada | Eliminada     | Eliminada     | Eliminada | Eliminada | 18       |

### Lucha
| Atletas                      | Evento                | Octavos de final      | Octavos de final      | Cuartos de final      | Cuartos de final      | Semifinal             | Semifinal             | Respesca              | Respesca              | Respesca              | Respesca              | Final                 | Final                 | Puesto                |
| Atletas                      | Evento                | Octavos de final      | Octavos de final      | Cuartos de final      | Cuartos de final      | Semifinal             | Semifinal             | Ronda 2               | Ronda 2               | Medalla de Bronce     | Medalla de Bronce     | Final                 | Final                 | Puesto                |
| Atletas                      | Evento                | Rival                 | Resultado             | Rival                 | Resultado             | Rival                 | Resultado             | Rival                 | Resultado             | Rival                 | Resultado             | Rival                 | Resultado             | Puesto                |
| Lucha libre masculina        | Lucha libre masculina | Lucha libre masculina | Lucha libre masculina | Lucha libre masculina | Lucha libre masculina | Lucha libre masculina | Lucha libre masculina | Lucha libre masculina | Lucha libre masculina | Lucha libre masculina | Lucha libre masculina | Lucha libre masculina | Lucha libre masculina | Lucha libre masculina |
| ---------------------------- | --------------------- | --------------------- | --------------------- | --------------------- | --------------------- | --------------------- | --------------------- | --------------------- | --------------------- | --------------------- | --------------------- | --------------------- | --------------------- | --------------------- |
| Oscar Eduardo Tigreros       | -57 kg                | Ravi                  | 2:13                  | No Compitió           | No Compitió           | No Compitió           | No Compitió           | Vangelov              | 4:13                  | Eliminado             | Eliminado             | Eliminado             | Eliminado             | 10                    |
| Carlos Izquierdo Méndez      | 86 kg                 | Amine                 | 2:12                  | Eliminado             | Eliminado             | Eliminado             | Eliminado             | Eliminado             | Eliminado             | Eliminado             | Eliminado             | Eliminado             | Eliminado             | 13                    |
| Lucha grecorromana masculina |                       |                       |                       |                       |                       |                       |                       |                       |                       |                       |                       |                       |                       |                       |
| Julián Horta                 | -67 kg                | Gerai                 | 0:8                   | No Compitió           | No Compitió           | No Compitió           | No Compitió           | Staebler              | 0:8                   | Eliminado             | Eliminado             | Eliminado             | Eliminado             | 17                    |

### Levantamiento de Pesas
| Atletas              | Evento   | Arranque (kg.) | Arranque (kg.) | Envión (kg.) | Envión (kg.) | Total    | Puesto   |
| Atletas              | Evento   | Resultado      | Puesto         | Resultado    | Puesto       | Total    | Puesto   |
| Femenino             | Femenino | Femenino       | Femenino       | Femenino     | Femenino     | Femenino | Femenino |
| -------------------- | -------- | -------------- | -------------- | ------------ | ------------ | -------- | -------- |
| Mercedes Pérez       | –64 kg   | 101            | 6              | 126          | 5            | 227      | 4        |
| Masculino            |          |                |                |              |              |          |          |
| Luis Javier Mosquera | −67 kg   | 151            | 1              | 180          | 2            | 331      | 2        |
| Brayan Rodallegas    | −81 kg   | 163            | 4              | 196          | 5            | 359      | 5        |

### Natación
| Atleta          | Evento                    | Preliminares | Preliminares | Semifinal | Semifinal | Final     | Final     |
| Atleta          | Evento                    | Tiempo       | Puesto       | Tiempo    | Puesto    | Tiempo    | Puesto    |
| Masculino       | Masculino                 | Masculino    | Masculino    | Masculino | Masculino | Masculino | Masculino |
| --------------- | ------------------------- | ------------ | ------------ | --------- | --------- | --------- | --------- |
| Jorge Murillo   | 100 m pecho               | 1:00:62      | 31           | Eliminado | Eliminado | Eliminado | 31        |
| Jorge Murillo   | 200 m pecho               | 2:13:46      | 30           | Eliminado | Eliminado | Eliminado | 30        |
| Femenino        |                           |              |              |           |           |           |           |
| Isabella Arcila | 50 metros estilo libre    | 25:41        | 27           | Eliminada | Eliminada | Eliminada | 27        |
| Isabella Arcila | 100 metros estilo espalda | 1:02.28      | 32           | Eliminada | Eliminada | Eliminada | 32        |

#### Natación sincronizada
| Atletas                         | Evento   | Clasificación     | Clasificación     | Clasificación | Clasificación | Clasificación | Clasificación | Final             | Final             | Final           | Final           |
| Atletas                         | Evento   | Rutina técnica RT | Rutina técnica RT | Rutina libre  | Rutina libre  | Total         | Total         | Rutina libre RT-F | Rutina libre RT-F | Total RT + RL-F | Total RT + RL-F |
| Atletas                         | Evento   | Puntos            | Lugar             | Puntos        | Lugar         | Puntos        | Lugar         | Puntos            | Lugar             | Puntos          | Lugar           |
| Femenino                        | Femenino | Femenino          | Femenino          | Femenino      | Femenino      | Femenino      | Femenino      | Femenino          | Femenino          | Femenino        | Femenino        |
| ------------------------------- | -------- | ----------------- | ----------------- | ------------- | ------------- | ------------- | ------------- | ----------------- | ----------------- | --------------- | --------------- |
| Estefanía Álvarez Mónica Arango | Dúo      | 82.0526           | 18                | 81.9667       | 19            | 164.0193      | 18            | Eliminadas        | Eliminadas        | Eliminadas      | Eliminadas      |

#### Saltos
| Atletas           | Evento          | Preliminares | Preliminares | Semifinal | Semifinal | Final     | Final     | Lugar     |
| Atletas           | Evento          | Puntos       | Lugar        | Puntos    | Lugar     | Puntos    | Lugar     | Lugar     |
| Masculino         | Masculino       | Masculino    | Masculino    | Masculino | Masculino | Masculino | Masculino | Masculino |
| ----------------- | --------------- | ------------ | ------------ | --------- | --------- | --------- | --------- | --------- |
| Sebastián Morales | Trampolín 3 m   | 411.50       | 15           | 324.95    | 18        | Eliminado | Eliminado | Eliminado |
| Daniel Restrepo   | Trampolín 3 m   | 411.65       | 14           | 329.30    | 17        | Eliminado | Eliminado | Eliminado |
| Sebastián Villa   | Plataforma 10 m | 407.30       | 10           | 341.40    | 18        | Eliminado | Eliminado | Eliminado |

### Skateboarding
| Atletas             | Evento    | Clasificación | Clasificación | Final     | Final     |
| Atletas             | Evento    | Puntos        | Puesto        | Puntos    | Puesto    |
| Masculino           | Masculino | Masculino     | Masculino     | Masculino | Masculino |
| ------------------- | --------- | ------------- | ------------- | --------- | --------- |
| Jhancarlos Gonzaléz | Street    | 23,57         | 15            | Eliminado | 15        |

### Taekwondo
| Atletas         | Evento   | Ronda previa      | Ronda previa | Cuartos de final | Cuartos de final | Semifinal | Semifinal | Semifinal        | Semifinal        | Semifinal         | Semifinal         | Final     | Final     | Puesto   |
| Atletas         | Evento   | Ronda previa      | Ronda previa | Cuartos de final | Cuartos de final | Semifinal | Semifinal | Cuartos de final | Cuartos de final | Medalla de bronce | Medalla de bronce | Final     | Final     | Puesto   |
| Atletas         | Evento   | Rival             | Res.         | Rival            | Res.             | Rival     | Res.      | Rival            | Res.             | Rival             | Res.              | Rival     | Resultado | Puesto   |
| Femenino        | Femenino | Femenino          | Femenino     | Femenino         | Femenino         | Femenino  | Femenino  | Femenino         | Femenino         | Femenino          | Femenino          | Femenino  | Femenino  | Femenino |
| --------------- | -------- | ----------------- | ------------ | ---------------- | ---------------- | --------- | --------- | ---------------- | ---------------- | ----------------- | ----------------- | --------- | --------- | -------- |
| Andrea Ramírez  | -49 kg   | Kristina Tormic   | 25:5         | Rukiye Yıldırım  | 30:31            | Eliminada | Eliminada | Eliminada        | Eliminada        | Eliminada         | Eliminada         | Eliminada | Eliminada | 9        |
| Masculino       |          |                   |              |                  |                  |           |           |                  |                  |                   |                   |           |           |          |
| Jefferson Ochoa | -58 kg   | Seighala Hadipour | 19:22        | Eliminado        | Eliminado        | Eliminado | Eliminado | Eliminado        | Eliminado        | Eliminado         | Eliminado         | Eliminado | Eliminado | 12       |

### Tenis
| Atletas                           | Evento               | Primera Ronda                  | Segunda Ronda             | Cuartos de final               | Final / MB      | Final / MB      | Final / MB |
| Atletas                           | Evento               | Rival Resultado                | Rival Resultado           | Rival Resultado                | Rival Resultado | Rival Resultado | Puesto     |
| Masculino                         | Masculino            | Masculino                      | Masculino                 | Masculino                      | Masculino       | Masculino       | Masculino  |
| --------------------------------- | -------------------- | ------------------------------ | ------------------------- | ------------------------------ | --------------- | --------------- | ---------- |
| Daniel Galán                      | Individual masculino | Mohamed Safwat W 7–5, 6–1      | Alexander Zverev 2–6, 2–6 | Eliminado                      | Eliminado       | Eliminado       | 17         |
| Juan Sebastián Cabal Robert Farah | Dobles masculino     | Carreño/ Davidovich W 6–2, 6–4 | Marach/Oswald W 6–4, 6–1  | Venus/Daniell L 3-6, 6-3, 7-10 | Eliminados      | Eliminados      | 5          |
| Femenino                          |                      |                                |                           |                                |                 |                 |            |
| María Camila Osorio               | Individual femenino  | Viktorija Golubic 4–6, 1–6     | Eliminada                 | Eliminada                      | Eliminada       | Eliminada       | 33         |

### Tiro
| Atleta         | Evento       | Etapa Clasificatoria | Etapa Clasificatoria | Semifinal | Semifinal | Final     | Final     |
| Atleta         | Evento       | Puntos               | Puesto               | Puntos    | Puesto    | Puntos    | Puesto    |
| Masculino      | Masculino    | Masculino            | Masculino            | Masculino | Masculino | Masculino | Masculino |
| -------------- | ------------ | -------------------- | -------------------- | --------- | --------- | --------- | --------- |
| Bernardo Tovar | Pistola 25 m | 274                  | 26                   | Eliminado | Eliminado | Eliminado | Eliminado |

### Tiro con Arco
| Atletas          | Evento     | Pos. Rd. | Pos. Rd. | 32.os de final    | 16.os de final | Cuartos de final | Semifinales  | Final / MB   | Final / MB   | Final / MB |
| Atletas          | Evento     | Puntaje  | Posición | Rival Puntos      | Rival Puntos   | Rival Puntos     | Rival Puntos | Rival Puntos | Rival Puntos | Puesto     |
| Femenino         | Femenino   | Femenino | Femenino | Femenino          | Femenino       | Femenino         | Femenino     | Femenino     | Femenino     | Femenino   |
| ---------------- | ---------- | -------- | -------- | ----------------- | -------------- | ---------------- | ------------ | ------------ | ------------ | ---------- |
| Valentina Acosta | Individual | 627      | 50       | Sarah Bettles 4-6 | Eliminada      | Eliminada        | Eliminada    | Eliminada    | Eliminada    | 26         |
| Masculino        |            |          |          |                   |                |                  |              |              |              |            |
| Daniel Pineda    | Individual | 639      | 58       | Shaoxuan Wei 0:6  | Eliminado      | Eliminado        | Eliminado    | Eliminado    | Eliminado    | 33         |